# Halichoeres garnoti
Espèce
Synonymes
- Julis garnoti Valenciennes, 1839

Statut de conservation UICN

 LC  : Préoccupation mineure
Halichoeres garnoti, espèce communément connue sous le nom de labre à tête jaune ou girelle à tête jaune, est un poisson de la famille des Labridae.

## Description
Le labre à tête jaune est un poisson de petite taille qui peut atteindre une longueur maximale de 19 cm pour les mâles et environ 8 cm pour les femelles.
Le corps est fin, relativement allongé, sa bouche est terminale et la coloration du corps varie en fonction des phases de maturité.
En phase juvénile, le poisson est uniformément jaune vif avec pour certains individus une variation orangée sur le haut du corps, une ligne bleue argentée longitudinale traverse les flancs de l’œil à la nageoire caudale.
En phase initiale, correspond au stade où le labre est une femelle sexuellement mature, la partie supérieure du corps dans le sens de la longueur est jaune sombre à verdâtre, la ligne bleu argenté longitudinale est estompée, la zone ventrale est jaune et la nageoire pelvienne peut avoir des reflets mauves. Deux lignes sombres apparaissent en arrière de l’œil ainsi que de petits points sombres sur la partie supérieure de la tête.
En phase terminale, mâles sexuellement matures, le premier tiers supérieur avant du corps est jaune vif avec quelques reflets roses peu visibles, deux lignes sombres partent de l'arrière de l’œil avec de petits points sombres épars sur le front. Aux deux tiers du corps, une barre oblique bleu sombre s'élève jusqu'à la base de la nageoire dorsale et se poursuit jusqu'à la base de la nageoire caudale. À partir de cette ligne bleu sombre, trois lignes longitudinales de couleurs dégradées sont visibles soit successivement vert, bleu (cette dernière se poursuit sur toute la partie ventrale du poisson) puis rose à mauve. 

## Distribution & habitat
Le labre à tête jaune est présent dans les eaux tropicales et subtropicales de l'océan Atlantique occidental, soit de la Floride aux Bermudes jusqu'aux côtes nord du Brésil incluant au passage le golfe du Mexique et la zone des Caraïbes,.
La girelle à tête jaune apprécie les fonds coralliens et les zones rocheuses avec de nombreuses anfractuosités où s'abriter, elle peut s'enfouir dans le sable pour dormir et ce en général de la surface à 60 mètres de profondeur,.

## Biologie
Le labre à tête jaune est un prédateur qui se nourrit essentiellement de petits invertébrés comme des crustacés, des mollusques, des vers, des échinodermes qu'il capture sur le substrat ou dans le sable . Durant la phase juvénile, ce labre peut se comporter comme un nettoyeur.
L'espèce est hermaphrodite successive de type protogyne (la femelle devenant mâle) comme beaucoup de membres de la famille des labres.

## Statut de conservation
L'espèce ne fait face à aucune menace importante en dehors de la collecte pour le marché de l’aquariophilie, elle est toutefois classée en "préoccupation mineure"(LC) par l'UICN.